# Александровка (Лямбірський район)
Алекса́ндровка (рос. Александровка, ерз. Александровка) — село у складі Лямбірського району Мордовії, Росія. Адміністративний центр Александровського сільського поселення.

## Населення
Населення — 1575 осіб (2010; 1611 у 2002).
Національний склад (станом на 2002 рік):
- росіяни — 62 %